# Porfiriusz (imię)
Porfiriusz – imię męskie pochodzenia greckiego. Wywodzi się od greckiego imienia Πορφυριος (Porfirios), pochodzącego od słowa πορφυρα (porfira), co oznacza "purpura". Było to imię słynnego filozofa greckiego, a także wielu świętych.
Forma oboczna: Porfiry
Porfiriusz imieniny obchodzi 16 lutego, 26 lutego i 1 czerwca.
Znane osoby noszące imię Porfiriusz:
- Porfiriusz z Gazy – święty, biskup Gazy
- Porfirij Chopow (1903 – ?) – radziecki polityk
- Porfiriusz Skarbek-Ważyński – chełmski biskup unicki (greckokatolicki) w latach 1790–1804, Naczelnik Komisji Porządkowej ziemi chełmskiej (szef lokalnej cywilnej władzy powstańczej w insurekcji kościuszkowskiej)